# Tuwahina
Tuwahina (arab. طواحينة) – wieś w Syrii, w muhafazie Idlib. W 2004 roku liczyła 624 mieszkańców.